# Kanchugahalli, Malavalli
Kanchugahalli là một làng thuộc tehsil Malavalli, huyện Mandya, bang Karnataka, Ấn Độ.